# 波奧亞 (夏威夷州)
波奧亞（英語：Pauoa）是位於美國夏威夷州檀香山縣的一個非建制地區。該地的面積和人口皆未知。

## 地理
波奧亞的座標為21°20′20″N 157°49′39″W / 21.33889°N 157.82750°W，而該地的平均海拔高度為219米（即718英尺）。